# Helene Taube
Julie Helene (Ella) Taube af Karlö, född 29 februari 1860 i Laupa i Estland, död 27 december 1930 i Stockholm, var en svensk grevinna och statsfru. Hon var hovdam hos den svenska drottningen Victoria av Baden. 
Hon var dotter till den tysk-baltiske hakenrichtern friherre Otto Fromhold Taube af Maydel och Karlö och friherrinnan Anna von Dellingshausen och gifte sig 1884 med greve Arvid Taube. Hon ska ha spelat en framträdande roll vid det kejserliga hovet i Berlin under makens tid som svensk minister där. 
Hon utnämndes till statsfru hos drottning Victoria 1916. Hon beskrivs som stel och högfärdig, och det ska ha rått "en viss kyla" kring drottningen då hon var i tjänst. Hon ansågs inte utöva ett gott inflytande. Drottningen kunde dock alltid räkna med att allt utfördes enligt hennes och etikettens fordringar då hon var i tjänst. Hon var den hovdam som oftast var i tjänst, och blev på grund av de många resor hon följde med på kallad "resefröken". Taube är begravd på Stadskyrkogården i Alingsås.

## Utmärkelser
- Konung Gustaf V:s jubileumsminnestecken med anledning av 70-årsdagen, 1928.[4]
- Nederländska Oranienhusorden, 1922.[5][6]